# 太田善四郎

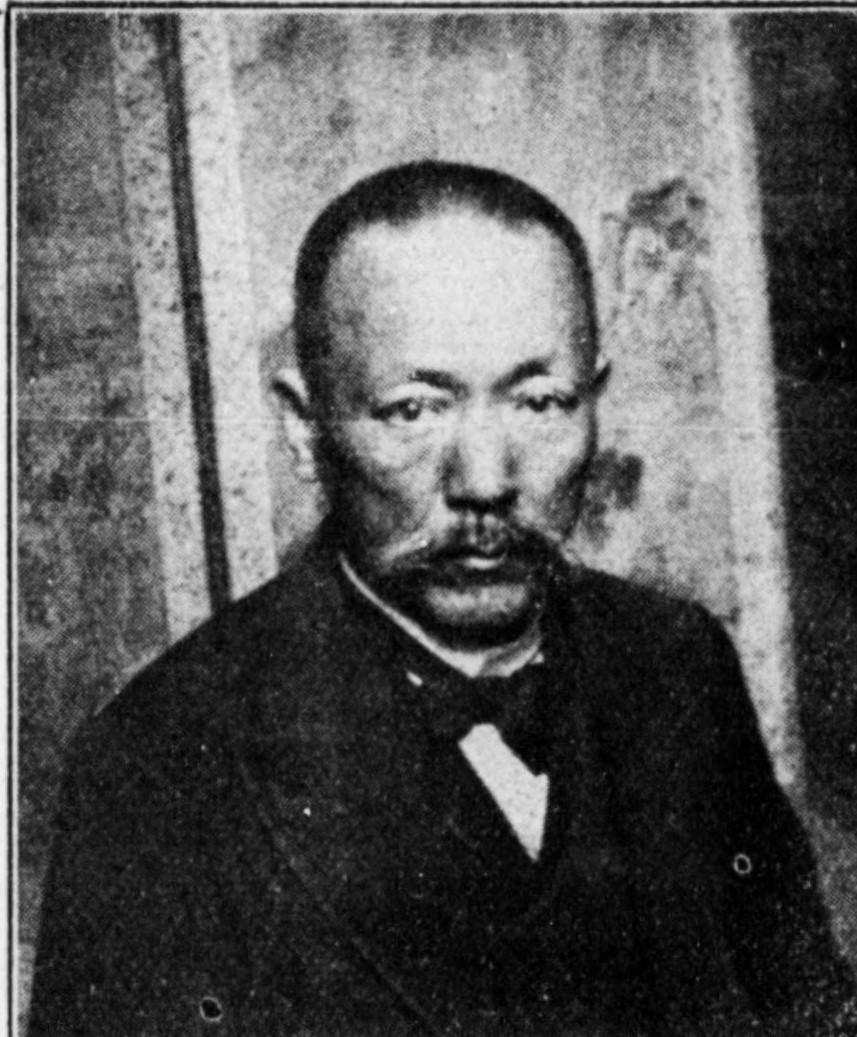
太田善四郎

太田 善四郎（おおた ぜんしろう、1846年9月5日（弘化3年7月15日） - 1929年（昭和4年）11月20日）は、日本の実業家。政治家、衆議院議員（3期）。

## 経歴
愛知県出身。庄屋の家に生まれ、回漕業を営み、村長、戸長、一色村(のち一色町、現・西尾市)会議員、同町長、幡豆郡会議員、同参事会員、愛知県会議員、同常置委員、同郡部会副議長、同参事会員、所得税調査委員、徴兵参事員、地方森林会議員、愛知県農会議員となる。愛知県農工銀行創立委員、尾三農工銀行取締役、同副頭取を務めた。
1894年3月の第3回衆議院議員総選挙において愛知8区から国民協会公認で立候補して初当選する。同年9月の第4回衆議院議員総選挙で落選。1902年の第7回衆議院議員総選挙において愛知県郡部から立憲政友会公認で立候補して当選する。1903年の第8回衆議院議員総選挙で三選。1904年の第9回衆議院議員総選挙で無所属で立候補して落選した。1929年に死去した。